# Sarcofahrtiopsis baumhoveri
Sarcofahrtiopsis baumhoveri är en tvåvingeart som beskrevs av Carroll William Dodge 1965. Sarcofahrtiopsis baumhoveri ingår i släktet Sarcofahrtiopsis och familjen köttflugor.
Artens utbredningsområde är Bahamas. Inga underarter finns listade i Catalogue of Life.